# Blair (Nebraska)
Blair é uma cidade localizada no estado americano de Nebraska, no Condado de Washington.

## Demografia
Segundo o censo americano de 2000, a sua população era de 7512 habitantes. 
Em 2006, foi estimada uma população de 7916, um aumento de 404 (5.4%).

## Geografia
De acordo com o United States Census Bureau, a localidade tem uma área de 12,0 km², sem área coberta por água. Blair localiza-se a aproximadamente 326 m acima do nível do mar.

## Localidades na vizinhança
O diagrama seguinte representa as localidades num raio de 20 km ao redor de Blair. 